# ジア
ジア（Zia,Sia）はアメリカ合衆国ニューメキシコ州に住むインディアン部族で、彼らの陶器と太陽のシンボルの使用で知られている。

## 陶器
ジア・プエブロの陶器は、白い背景に描かれた植物と動物のモチーフと共に、幾何学的なデザインで構成されている。いくつかの陶器はジアの鳥のシンボルが描かれた薄い壁のある陶器である。

## 太陽のシンボル

ジアの太陽のシンボルはニューメキシコ州の旗を特徴づけている。

ニューメキシコのジア・インディアンは太陽を神聖なシンボルと見なしている。赤い円から4方向に伸びる放射線の彼らのシンボルは、儀式用のつぼに描かれたり、キャンプファイヤーの周りの地面に描かれたり、新生児を太陽に引き合わせるのに使用される。
4はジアの神聖な数で、円から放射している4つの線が繰り返されているのが見て取れる。4の数は以下の意味を体現している。
- 方位の4点（東西南北）
- 一年の4つの季節（春夏秋冬）
- 一日の4つの時期（朝、昼、夕方、夜）
- 人生の4つの季節（少年期、若年期、中年期、老年期）
- ジアの信仰では人生における4つの神聖な義務のうちひとつは発展させないとならない（強い身体、明確な心、純粋な精神、他者への献身）

このシンボルはニューメキシコ州の旗と、ニューメキシコ州会議事堂のデザインの特徴に織り込まれている。